# Зинс
Зинс (нем. Sins) — коммуна в Швейцарии, в кантоне Аргау.
Входит в состав округа Мури. Население составляет 3686 человек (на 31 декабря 2007 года). Официальный код — 4239.